# 西蒙·海肯
西蒙·海肯（英語：Simon Haykin，1931年—）是一位加拿大电子工程学者，他在自适应信号处理的开创性工作上享有盛名。他是麦克马斯特大学教授，并被授予麦克马斯特大学「杰出大学教授」。
西蒙·海肯在英国伯明翰大学电气工程专业获得学士学位（一等荣誉），哲学和科学博士学位。 他荣获加拿大皇家学会院士和美国IEEE学会院士。于2002年获得URSI学会的Henry Booker金奖，于1999年获得瑞士苏黎世联邦理工学院技术科学博士荣誉学位。

## 奖励和荣誉
- 加拿大皇家学会[1]院士
- 电气和电子工程师协会[2]院士
- 加拿大电信研究奖 （页面存档备份，存于），1992年。
- 国际无线电科学联盟 的亨利·布克金奖，2002年。
- 瑞士苏黎世联邦理工学院技术科学荣誉博士，1999年。[3]
- IEEE James H. Mulligan Jr. 教育奖章 （页面存档备份，存于），2016年。

## 书籍
- S.Haykin，自适应滤波器理论(第五版)，Prentice Hall，2013年。
- S. Haykin，神经网络和机器学习（第三版），Prentice Hall，2009年。
- S. Haykin和M. Reed，统计通信理论, Wiley。
- S. Haykin和M. Moher，模拟和数字通信导论(第二版)，Wiley。
- S. Haykin和M. Moher，现代无线通信, Prentice-Hall， 2004年。
- S.Haykin和B.Van Veen，信号和系统(第二版)，Wiley，2003年。
- S. Haykin和B. Widrow（编辑），最小均方滤波器：新的见解和发展，Wiley-Interscience，2002年。
- S.Haykin，自适应滤波器理论(第四版)，Prentice Hall，2002年。
- S.Haykin和B.Kosko（编辑），智能信号处理，IEEE Press，2001年。
- P. Yee和S. Haykin，规则的径向基函数网络，Wiley，2001年。
- S. Haykin，通信系统(第四版)，Wiley，2001年。
- S. Haykin（编辑），非指向的自适应滤波器，第一卷和第二卷，Wiley，2000年。
- S. Haykin，神经网络：综合基础(第2版)，Prentice-Hall，1999年。
- S. Haykin和B. Van Veen，信号和系统，Wiley，1998年。
- S. Haykin，自适应滤波器理论(第三版)，Prentice-Hall，1996年。
- S. Haykin（编辑），频谱分析和阵列处理进展, 第三卷，Prentice-Hall，1994年。
- S. Haykin，通信系统(第三版)，Wiley，1994年。
- S. Haykin，E. Lewis，K. Raney和J. Rossiter(编辑)，“遥感海冰”，Wiley-Interscience，1994年。
- S.Haykin（编辑），“盲解卷积”，Prentice-Hall，1994年。
- S. Haykin和A. Steinhardt，雷达检测和估计，Wiley，1992年。
- S. Haykin，J. Litva和T. Shepherd（编辑），“雷达阵列处理”，Springer-Verlag，1992年。
- S. Haykin，自适应滤波器理论(第二版)，Prentice Hall，1991年。
- S. Haykin（编辑），频谱估计和阵列处理的进展，第一卷和第二卷，Prentice-Hall，1991年。
- S. Haykin，模拟和数字通信简介，Wiley，1989年。
- S. Haykin，现代过滤器，Macmillan，1989年。
- S. Haykin，数字通信，Wiley，1988年。
- S. Haykin（编辑），信号处理中的精选主题，Prentice-Hall, 1988年。
- E. Lewis，B. Currie和S. Haykin，海冰的基于表面的雷达探测和分类，Research Studies Press Ltd. (United Kingdom)，1987年。
- S. Haykin，自适应滤波器理论，Prentice-Hall，1986年。
- S. Haykin，阵列信号处理，Prentice-Hall，1984年。
- S. Haykin，通信系统(第二版)，Wiley，1983年。
- S. Haykin（编辑），频谱分析的非线性方法 （第二版），Springer-Verlag，1983年。
- S. Haykin（主编），阵列处理：雷达应用，Dowden，Hutchison & Ross，1980年。
- S.Haykin（编辑），检测和估计：雷达应用，Dowden，Hutchison & Ross，1979年。
- S. Haykin，频谱分析的非线性方法，Springer-Verlag，1979年。
- S. Haykin, 通信信号和系统 , Wiley, 1978年。